# Thierry Michaud
Thierry Michaud (Hyères, 11 september 1963) is een voormalig Frans professioneel trialrijder. Hij werd in zijn carrière driemaal wereldkampioen (1985, 1986, 1988), en in 1988 werd hij tevens wereldkampioen indoortrial. 
In 1983 mocht hij voor het eerst op het podium plaatsnemen voor de wereldtitel, hij bezette toen voor Honda de derde plaats achter de Belg en stalgenoot Eddy Lejeune en de Amerikaan Bernie Schreiber. Een jaar later behaalde hij -inmiddels voor Fantic rijdend- de tweede plaats achter Lejeune en voor Schreiber. In 1985 en 1986 bezette hij de hoogste podiumpositie, waarna hij in 1987 de Spanjaard Jordi Tarrés op Beta en de Italiaan Diego Bosis op Aprilia voor zich moest dulden.
In 1988 behaalde hij zijn laatste wereldtitel voor Tarrés en zijn ploeggenoot de Italiaan Donato Miglio. In 1989 stond hij voor het laatst op het podium achter Tarrés en voor Bosis. Na diverse enkelblessures nam hij in 1990 afscheid van de topsport.

## Overwinningen
Behaalde overwinningen zijn:
- 3x wereldkampioen
- 6x Frans kampioen
- 3x winnaar van de Scottish Six Days Trial
- 4x winnaar van de Trial des Nation als lid van het Franse team